# Julianne Hough (álbum)
Julianne Hough es el auto-titulado álbum debut de la cantante de música country y bailarina profesional estadounidense, Julianne Hough. El álbum fue lanzado el 20 de mayo de 2008, a través de Mercury Records Nashville.
Después de su lanzamiento, el álbum debutó en el #3 en el Billboard 200, vendiendo cerca de 67.000 copias durante su primera semana. El álbum fue producido por David Malloy. El álbum debut de Hough también debutó en el # 1 en el Billboard Top Country Albums el 28 de mayo de 2008. El álbum ha vendido 490.000 copias en los Estados Unidos.
El primer sencillo del álbum, "That Song in My Head", fue lanzado la semana del 3 de marzo de 2008 y alcanzó el puesto número 18 en esa lista. "My Hallelujah Song" fue lanzado como el segundo sencillo el 22 de septiembre, alcanzando el número 44 y el video musical fue clasificado con el número 48 en los Top 50 Videos de GAC de la lista del año. "Hide Your Matches" iba a ser lanzado en febrero de 2009 como el tercer sencillo, pero fue cancelado.

## Lista de canciones
| N.º   | Título                                       | Escritor(es)                                   | Duración |  |
| 1.    | «That Song in My Head»                       | Jim Collins, Tony Martin, Wendell Mobley       | 3:13     |  |
| 2.    | «You, You, You»                              | Rick Ferrell, Jennifer Hicks                   | 3:45     |  |
| 3.    | «Hide Your Matches»                          | Hillary Lindsey, Scooter Carusoe               | 3:40     |  |
| 4.    | «My Hallelujah Song»                         | Craig Wiseman, Steve McEwan                    | 3:30     |  |
| 5.    | «Jimmy Ray McGee»                            | David Frasier, Josh Kear                       | 3:31     |  |
| 6.    | «Dreaming Under the Same Moon» (Derek Hough) | Tim Johnson, Marabeth Poole, David Malloy      | 3:58     |  |
| 7.    | «About Life»                                 | Marcel, Trevor Rosen, Jessica Andrews          | 3:17     |  |
| 8.    | «Hello»                                      | Marty Dodson, Tom Shapiro, Rebecca Lynn Howard | 3:10     |  |
| 9.    | «Help Me, Help You»                          | Danny Green, Catt Gravitt                      | 4:01     |  |
| 10.   | «Love Yourself»                              | Mark Irwin, Malloy, Kear                       | 3:02     |  |
| 11.   | «I'd Just Be with You»                       | John Kennedy, Andrea Stople                    | 3:31     |  |
| 38:38 |                                              |                                                |          |  |

## Posiciones en las listas
Álbumes – Billboard
| Año  | Lista                      | Máxima posición |
| ---- | -------------------------- | --------------- |
| 2008 | EE. UU. Billboard 200      | 3               |
| 2008 | EE. UU. Top Country Albums | 1               |

Sencillos – Billboard
| Año  | Sencillo               | Máxima posición | Máxima posición | Máxima posición |
| Año  | Sencillo               | US Country      | US              | US Pop          |
| ---- | ---------------------- | --------------- | --------------- | --------------- |
| 2008 | "That Song in My Head" | 18              | 88              | 84              |
| 2008 | "My Hallelujah Song"   | 44              | —               | —               |

## Personal

### Musical
- Spady Brannan — bajo
- Mike Brignardello — bajo
- Bob Britt — guitarra eléctrica
- Mickey Jack Cones — coros
- Eric Darken — percusión
- Glen Duncan — percusión
- Paul Franklin — steel guitar
- Tatiana Hanchero — coros
- Julianne Hough — voz principal
- Mike Johnson — steel guitar
- Troy Lancaster — guitarra eléctrica
- B. James Lowry — guitarra acústica
- Jerry McPherson — guitarra eléctrica
- Jimmy Nichols — teclados, Hammond B-3, piano, coros
- Karyn Rochelle — coros
- Jimmie Lee Sloas — bajo
- Ilya Toshinsky — guitarra acústica
- Lonnie Wilson — batería
- Jonathan Yudkin — viola de arco & sección de cuerdas

### Técnicos
- Adam Ayan — masterización
- Jake Bailey — maquillaje
- Ondrea Barbe — fotografía
- Tonya Ginnetti — asistente de producción
- Campbell McAuley — cabello
- Karen Naff — dirección artística, diseño
- Chari Pirtle — asistente de producción
- Julie Weiss — estilista de vestuario